# Мессершмидт, Манфред
Манфред Мессершмидт (нем. Manfred Messerschmidt, 1 октября 1926, Дортмунд, Вестфалия — 19 декабря 2022, Фрайбург-им-Брайсгау) — немецкий историк, специалист по истории нацистской Германии и Второй мировой войны, был экспертом в области международного военного права. Автор фундаментальных работ по военной истории XIX и XX веков, в частности национал-социализма.
Долгое время был директором по исследованиям в Управлении исследований военной истории (MGFA).
Мессершмидт был одним из самых крупных военных историков Германии после 1945 года и считается основоположником современной военной истории Германии.

## Биография
Родился 1 октября 1926 года в Дортмунде. Вырос на северо-востоке своего родного города, преимущественно социал-демократического района, в годы правления нацистского режима. С мая 1944 года до разгрома Германии служил в зенитно-вспомогательных подразделениях инженерных войск. Некоторое время провёл в плену у американцев (дезертировал — как сам говорил — с «лейтенантского одобрения», попал в плен к США на пресловутых рейнских лугах).
Аттестат зрелости получил в 1947 году, а затем изучал историю в Мюнстерском и Фрайбургском университетах. Он защитил докторскую диссертацию под руководством Герхарда Риттера и получил докторскую степень в 1954 году, защитив диссертацию о Германии с точки зрения английских историков.
После работы в страховом секторе Мессершмидт изучал право и сдал второй государственный экзамен (специальная немецкая профессиональная юридическая степень, позволяющая ему быть назначенным судьей) в 1962 году. Необычное сочетание квалификации историка и юриста позволило ему поступить в Управление военно-исторических исследований (MGFA) во Фрайбурге, учреждение Федерального министерства обороны. Он приступил к работе в этой организации в 1962 году; она была основана всего пятью годами ранее. В 1971 году Гельмут Шмидт, в то время бывший министром обороны, рекомендовал его на должность главного историка организации, а президент Густав Хайнеманн назначил его на этот пост, он также возглавил эту организацию и получил звание профессора. Он занимал эту должность до 1978 года, что сделало это учреждение одним из самых уважаемых институтов немецкой истории.
С 1987 по 1988 год Мессершмидт был членом Комиссии Вальдхайма, которая расследовала дело Вальдхайма, связанное с предполагаемым нацистским прошлым Курта Вальдхайма, тогда — недавно избранного президентом Австрии. Мессершмидт был заместителем председателя Фонда немецкого музея Холокоста. Он также был президентом Internationale Gesellschaft für Wehrrecht und Kriegsvölkerrecht, генеральным секретарем немецкого комитета по истории Второй мировой войны (нем. Geschichte des Zweiten Weltkriegs).
В конце 1971 года Мессершмидт взял на себя научное руководство МГФА. Он начал десятитомную историю Германии и Второй мировой войны, в которой основное внимание уделялось взаимозависимым отношениям между военными событиями и обществом. Действие первых четырёх томов разворачивается на фоне холодной войны и немецких дебатов о перевооружении ввиду катастрофического военного прошлого страны. Мессершмидт был признанным экспертом в области международного военного права, которого вызывали для дачи показаний в громких судебных делах, касающихся военных преступлений Второй мировой войны. Исследования, которые были разработаны и задуманы в эпоху Мессершмидта, продолжают задавать тенденцию к социально ориентированной военной истории.
Манфред Мессершмидт умер 19 декабря 2022 года в возрасте 96 лет.

## Оценки современников
«С видимым хладнокровием Мессершмидт терпел в те годы и подозрения многих командиров бундесвера, которые на протяжении десятилетий прививали своим подчиненным иное понимание традиции»
Оригинальный текст (нем.)Mit scheinbarer Gelassenheit ertrug Messerschmidt in jenen Jahren auch den Argwohn vieler Bundeswehrkommandeure, die ihren Untergebenen über Jahrzehnte ein anderes Traditionsverständnis eingaben.

### На английском языке
- Germany and the Second World War, Volume I: The Build-up of German Aggression, with Wilhelm Deist, Hans-Erich Volkmann and Wolfram Wette

### На немецком языке
- Die Wehrmacht im NS-Staat. Zeit der Indoktrination (= Truppe und Verwaltung Bd. 16). Von Decker, Hamburg 1969
- Militärgeschichte. Probleme, Thesen, Wege. Im Auftrag des Militärgeschichtlichen Forschungsamtes aus Anlass seines 25-jährigen Bestehens ausgewählt und zusammengestellt von Manfred Messerschmidt. DVA, Stuttgart 1982, ISBN 3-421-06122-X.
- Die Wehrmachtjustiz im Dienste des Nationalsozialismus. Zerstörung einer Legende. Nomos, Baden-Baden 1987, ISBN 3-7890-1466-4. with Fritz Wüllner
- Militärgeschichtliche Aspekte der Entwicklung des deutschen Nationalstaates. Droste, Düsseldorf 1988, ISBN 3-7700-0775-1
- Was damals Recht war… NS-Militär und Strafjustiz im Vernichtungskrieg. Klartext, Essen 1996, ISBN 3-88474-487-9
- Die Wehrmachtjustiz 1933—1945. Schöningh, Paderborn u.a. 2005, ISBN 3-506-71349-3